# Іркутський авіаційний завод
Іркутський авіаційний завод (фірмове найменування — філія ПАТ «Яковлєв» — Іркутський авіаційний завод) — російське авіабудівне підприємство.
Входить до складу корпорації «Яковлєв». Колишнє ВАТ «ІАПО» (у радянський період — завод № 39), виробник літаків КБ «Сухий» (у тому числі Су-30 МК для ВПС Індії, Китаю, Малайзії, Алжиру, Індонезії, Венесуели). Крім того, виробляє компоненти авіаційної техніки для концерну Airbus, розпочато розгортання програми виробництва пасажирського літака МС-21.
Випробувальні польоти проводяться на експериментальному аеродромі Іркутськ-2, що безпосередньо примикає до території заводу. Трудовий колектив ІАЗ налічує близько 12 500 осіб. Іноді «іркутським авіазаводом» називали Іркутський авіаремонтний завод № 403 цивільної авіації, який припинив своє існування у 2008 році.
Через вторгнення Росії в Україну Іркутський авіаційний завод перебуває під санкціями всіх країн Євросоюзу, США та інших держав.

## Історія
- 28 березня 1932 року Наркоматом важкої промисловості СРСР було видано наказ № 181 про будівництво авіазаводу в Іркутську. Завод отримав назву «Іркутський авіаційний завод № 125».
- 1934 — завод розпочав будівництво першого свого літака — винищувача-моноплана І-14.
- У жовтні 1941 року на територію Іркутського авіазаводу було евакуйовано Московський авіаційний завод № 39.
- 8 грудня 1941 р. було видано наказ народного комісара авіаційної промисловості СРСР № 1139 про об'єднання двох заводів — Іркутського авіаційного заводу № 125 ім. І. В. Сталіна та Московського авіаційного заводу № 39 імені В. Р. Менжинського. З 19 грудня 1941 р. це було вже одне підприємство, яке стало називатися орденом Леніна та орденом Трудового Червоного Прапора авіаційний завод № 39 ім. І. Ст. Сталіна.[2]
- 14 травня 1975 року Наказом МАП № 2111 завод отримав назву «Іркутський авіаційний завод».
- 24 лютого 1976 року Указом Президії Верховної Ради СРСР було нагороджено орденом Жовтневої революції.
- У зв'язку з утворенням у заводу філій наказом МАП № 205 від 21 квітня 1989 року ІАЗ перетворений на «Іркутське авіаційне виробниче об'єднання» (ІАПО).
- 1992 — на ІАПО пройшов процес приватизації.
- У серпні 1997 року ВАТ ІАПО отримало висновок про відповідність системі якості виготовлення літаків міжнародному стандарту ISO-9002.

## Продукція
Продукція заводу поставляється в 37 країн світу: В'єтнам, Індія, Бангладеш, Китай, Афганістан, Єгипет та інші.
- Винищувач І-14 — 1935–1937
- Швидкісний бомбардувальник СБ — 1936–1940
- Пікіруючий бомбардувальник Пе-2 — 1941–1943
- Далекий винищувач Пе-3 — 1942–1943
- Далекий бомбардувальник Іл-4 — 1942–1944
- Далекий бомбардувальник Іл-6 — 1943
- Далекий бомбардувальник Ер-2 — 1944–1946

Як-28 перед будівлею ІАЗу

- Фронтовий бомбардувальник Ту-2 — 1947–1950
- Торпедоносець Ту-14 — 1948–1953
- Фронтовий бомбардувальник Іл-28 — 1953–1953
- Транспортний літак Ан-12 — 1956–1962
- Бомбардувальник Як-28 — 1960–1971
- Транспортний літак Ан-24 — 1967–1971
- Навчально-бойовий літак МіГ-23УБ — 1970–1985
- Винищувач-бомбардувальник МіГ-27 — 1977–1983
- Навчально-бойовий літак Су-27УБК — 1986
- Винищувач-перехоплювач Су-30К — 1992
- Літак-амфібія Бе-200 — 1992–2011 (виробництво літака передано в ТАНТК ім. Берієва)
- Багатоцільовий бойовий літак Су-30МК — з 1997
- Багатоцільовий бойовий літак Су-30КН — з 1998
- Навчально-бойовий літак Як-130 — з 2008
- Багатофункціональний надманевровий винищувач СУ-30СМ — з 2012
- Пасажирський літак МС-21 — з 2014 (перший політ відбувся 28 травня 2017[3])
- Навчально-тренувальний літак Як-152 (перший політ відбувся 29 вересня 2016[4])

У різні роки завод виробляв:

## Виробнича база
Агрегатно-складальне виробництво оснащене клепальним автоматом фірми Broetje-Automation GmbH (Німеччина).

## Директора Іркутського авіаційного заводу
Люшинський Олександр Данилович 1932
Ір'янов Володимир Григорович 1932—1935
Макар Євсей Григорович 1935—1936
Гореліць Абрам Григорович 1936—1937
Левін Ізраїль Соломонович 1938—1940
Йосилович Ісаак Борисович 1940—1942
Абрамов Віктор Іванович 1942—1946
Петров Кирило Олександрович 1946—1947
Семенов Михайло Павлович 1948—1952
Іванченко Сергій Кузьмич 1953—1960
Хлопотунов Анатолій Сергійович 1960—1968
Максимовський Віктор Опанасович 1968—1979
Горбунов Геннадій Миколайович 1980—1993
Федоров Олексій Інокентійович 1993—1997
Ковальков Володимир Васильович 1997—2008
Вепрев Олександр Олексійович 2008 — нині

## Санкції
3 березня 2022 року, на тлі вторгнення Росії в Україну, завод потрапив під санкції США як відповідь на «навмисну, неспровоковану війну Росії проти України», зазначаючи, що «підприємство проєктує, розробляє та виробляє зброю, яку путінські військові використовують для нападу на Україну.».
16 грудня 2022 року Іркутський авіаційний завод потрапив під санкції всіх країн Євросоюзу. Компаніям країн Євросоюзу заборонено транзакції з авіазаводом. 26 травня 2023 року завод внесено до списку санкцій України «у відповідь на навмисне і неспровоковане вторгнення Росії в Україну».
З аналогічних підстав авіаційний завод перебуває під санкціями Швейцарії, Японії та Нової Зеландії.

## Аварії та авіакатастрофи
- 26 грудня 2013 року в Іркутську о 21:39 за місцевим часом зазнав катастрофи літак Ан-12 іркутського авіазаводу, що прямував рейсом з Новосибірська до Іркутська з 6 членами екіпажу та 3 пасажирами на борту. Транспортний літак упав на складські приміщення Міноборони. В результаті всі дев'ятеро людей, які перебували на борту, загинули.[11]
- Катастрофа Ан-124 в Іркутську 6 грудня 1997 року. Транспортний літак Ан-124-100 ВПС Росії, виконуючи зліт з аеродрому Іркутського авіазаводу, через послідовну відмову трьох із чотирьох двигунів впав на житлові будинки мікрорайону авіабудівників відразу після зльоту (біля вулиці Миру). У катастрофі загинули 72 особи. У 1999 році на місці одного зі зруйнованих будинків на згадку про загиблих побудовано церкву Різдва Христового.
- Катастрофа 8 червня 1972 року під час виконання випробувального польоту на МіГ-23УБ. Екіпаж Г. М. Куркая та В. Ф. Новікова відчував чергову серійну «спарку». У польоті відмовив двигун, а знизу був Іркутськ. Льотчики стали «тягнути» машину до заводської смуги, відводячи винищувач від житлових кварталів. Не долетівши всього 350 метрів до ВПП, літак звалився прямо на території заводу, між корпусами. Літаку не вистачило кількох метрів висоти, тоді він не зачепився б за дах цеху. Під час падіння літак перекинувся кабіною вниз. Екіпаж довго не могли витягти з кабін. Тепер на місці падіння споруджено пам'ятну стелу. У льотчиків-випробувачів ІАПО 8 червня День пам'яті. У льотній кімнаті традиційний ритуал — із магнітофонного запису того фатального польоту звучать голоси загиблих товаришів… Курка похований на Введенському цвинтарі в Москві.
- Катастрофа Су-30 в Іркутську 23 жовтня 2022 року.